# Olympische Sommerspiele 2016/Teilnehmer (Dominikanische Republik)
| Gelbes Symbol für Goldmedaillen mit stilisierten Olympischen Ringen | Graues Symbol für Silbermedaillen mit stilisierten Olympischen Ringen | Braundes Symbol für Bronzemedaillen mit stilisierten Olympischen Ringen |
| ------------------------------------------------------------------- | --------------------------------------------------------------------- | ----------------------------------------------------------------------- |
| —                                                                   | —                                                                     | 1                                                                       |

Die Dominikanische Republik nahm an den Olympischen Spielen 2016 in Rio de Janeiro teil. Es war die insgesamt 14. Teilnahme an Olympischen Sommerspielen. Das Dominican Republic Olympic Committee nominierte 29 Athleten für elf Sportarten.

## Teilnehmer nach Sportarten

### Bogenschießen
| Athleten       | Wettbewerb | Qualifikation | Qualifikation | 1. Runde    | 1. Runde    | 2. Runde      | 2. Runde      | Achtelfinale  | Achtelfinale  | Viertelfinale | Viertelfinale | Halbfinale    | Halbfinale    | Finale        | Finale        | Rang |
| Athleten       | Wettbewerb | Ringe         | Rang          | Gegner      | Ergebnis    | Gegner        | Ergebnis      | Gegner        | Ergebnis      | Gegner        | Ergebnis      | Gegner        | Ergebnis      | Gegner        | Ergebnis      | Rang |
| -------------- | ---------- | ------------- | ------------- | ----------- | ----------- | ------------- | ------------- | ------------- | ------------- | ------------- | ------------- | ------------- | ------------- | ------------- | ------------- | ---- |
| Frauen         |            |               |               |             |             |               |               |               |               |               |               |               |               |               |               |      |
| Yessica Camilo | Einzel     | 525           | 64            | Choi Mi-sun | 0–6 (68:85) | ausgeschieden | ausgeschieden | ausgeschieden | ausgeschieden | ausgeschieden | ausgeschieden | ausgeschieden | ausgeschieden | ausgeschieden | ausgeschieden | 33   |

### Boxen
| Athleten             | Wettbewerb               | 1. Runde         | 1. Runde | Achtelfinale  | Achtelfinale  | Viertelfinale | Viertelfinale | Halbfinale    | Halbfinale    | Finale        | Finale        | Rang          |
| Athleten             | Wettbewerb               | Gegner           | Ergebnis | Gegner        | Ergebnis      | Gegner        | Ergebnis      | Gegner        | Ergebnis      | Gegner        | Ergebnis      | Rang          |
| -------------------- | ------------------------ | ---------------- | -------- | ------------- | ------------- | ------------- | ------------- | ------------- | ------------- | ------------- | ------------- | ------------- |
| Männer               |                          |                  |          |               |               |               |               |               |               |               |               |               |
| Leonel de los Santos | Fliegengewicht bis 52 kg | Yoel Finol       | 0:3      | ausgeschieden | ausgeschieden | ausgeschieden | ausgeschieden | ausgeschieden | ausgeschieden | ausgeschieden | ausgeschieden | ausgeschieden |
| Héctor García        | Bantamgewicht bis 56 kg  | Dsmitryj Assanau | 1:2      | ausgeschieden | ausgeschieden | ausgeschieden | ausgeschieden | ausgeschieden | ausgeschieden | ausgeschieden | ausgeschieden | ausgeschieden |

### Gewichtheben
| Athleten           | Wettbewerb       | Reißen  | Reißen | Stoßen  | Stoßen | Zweikampf | Zweikampf | Rang |
| Athleten           | Wettbewerb       | Gewicht | Rang   | Gewicht | Rang   | Gewicht   | Rang      | Rang |
| ------------------ | ---------------- | ------- | ------ | ------- | ------ | --------- | --------- | ---- |
| Frauen             |                  |         |        |         |        |           |           |      |
| Beatriz Pirón      | Klasse bis 48 kg | 85 kg   | 2      | 102 kg  | 5      | 187 kg    | 4         | 4    |
| Yuderqui Contreras | Klasse bis 58 kg | 100 kg  | 5      | 117 kg  | 6      | 217 kg    | 6         | 6    |
| Männer             |                  |         |        |         |        |           |           |      |
| Luis García        | Klasse bis 56 kg | 118 kg  | 9      | 145 kg  | 9      | 263 kg    | 8         | 8    |

### Judo
| Athleten     | Wettbewerb | 1. Runde | 1. Runde    | 2. Runde   | 2. Runde         | Viertelfinale | Viertelfinale | Halbfinale / Trostrunde | Halbfinale / Trostrunde | Finale / Platz 3 | Finale / Platz 3 | Rang |
| Athleten     | Wettbewerb | Gegner   | Ergebnis    | Gegner     | Ergebnis         | Gegner        | Ergebnis      | Gegner                  | Ergebnis                | Gegner           | Ergebnis         | Rang |
| ------------ | ---------- | -------- | ----------- | ---------- | ---------------- | ------------- | ------------- | ----------------------- | ----------------------- | ---------------- | ---------------- | ---- |
| Männer       |            |          |             |            |                  |               |               |                         |                         |                  |                  |      |
| Wander Mateo | bis 66 kg  | R. Koko  | 010s3:000s0 | S. Oleinic | 100s1:000s1 (GS) | M. Ebinuma    | 000s2:111s0   | R. Sobirov              | 000s0:100s2             | ausgeschieden    | ausgeschieden    | 7    |

### Leichtathletik
Laufen und Gehen 
| Athleten                                                                                    | Wettbewerb        | Runde 1         | Runde 1         | Halbfinale    | Halbfinale    | Finale        | Finale        | Rang |
| Athleten                                                                                    | Wettbewerb        | Zeit            | Rang            | Zeit          | Rang          | Zeit          | Rang          | Rang |
| ------------------------------------------------------------------------------------------- | ----------------- | --------------- | --------------- | ------------- | ------------- | ------------- | ------------- | ---- |
| Frauen                                                                                      |                   |                 |                 |               |               |               |               |      |
| Mariely Sánchez                                                                             | 200 m             | 23,39 s         | 49              | ausgeschieden | ausgeschieden | ausgeschieden | ausgeschieden | 49   |
| Männer                                                                                      |                   |                 |                 |               |               |               |               |      |
| Stanly del Carmen                                                                           | 200 m             | 20,55 s         | 38              | ausgeschieden | ausgeschieden | ausgeschieden | ausgeschieden | 38   |
| Yancarlos Martínez                                                                          | 200 m             | 20,97 s         | 66              | ausgeschieden | ausgeschieden | ausgeschieden | ausgeschieden | 66   |
| Gustavo Cuesta                                                                              | 400 m             | 46,92 s         | 43              | ausgeschieden | ausgeschieden | ausgeschieden | ausgeschieden | 43   |
| Luguelín Santos                                                                             | 400 m             | 45,61 s         | 23              | 44,71 s       | 10            | ausgeschieden | ausgeschieden | 10   |
| Yohandris Andújar Mayobanex de Óleo Stanly del Carmen Yancarlos Martínez Christopher Valdez | 4 × 100-m-Staffel | disqualifiziert | disqualifiziert | –             | –             | ausgeschieden | ausgeschieden | –    |
| Luis Charles Gustavo Cuesta Máximo Mercedes Juander Santos Luguelín Santos Yon Soriano      | 4 × 400-m-Staffel | 3:01,76 min     | 10              | –             | –             | ausgeschieden | ausgeschieden | 10   |

 Springen und Werfen 
| Athleten      | Wettbewerb | Qualifikation | Qualifikation | Finale        | Finale        | Rang |
| Athleten      | Wettbewerb | Weite/Höhe    | Rang          | Weite/Höhe    | Rang          | Rang |
| ------------- | ---------- | ------------- | ------------- | ------------- | ------------- | ---- |
| Frauen        |            |               |               |               |               |      |
| Ana José Tima | Dreisprung | 13,61 m       | 27            | ausgeschieden | ausgeschieden | 27   |

### Radsport

#### Straße
| Athleten    | Wettbewerb    | Zeit          | Rang          |
| ----------- | ------------- | ------------- | ------------- |
| Männer      |               |               |               |
| Diego Milán | Straßenrennen | nicht beendet | nicht beendet |

### Reiten
| Dressur                             |            |            |               |               |      |
| Athleten                            | Wettbewerb | Prozent    | Prozent       | Prozent       | Rang |
| Athleten                            | Wettbewerb | Grand Prix | GP Spécial    | GP Kür        | Rang |
| Yvonne Losos de Muñiz mit Foco Loco | Einzel     | 61,300     | ausgeschieden | ausgeschieden | 39   |

### Schießen
| Athleten        | Wettbewerb | Qualifikation   | Qualifikation | Finale          | Finale        | Ringe/ Scheiben | Rang |
| Athleten        | Wettbewerb | Ringe/ Scheiben | Rang          | Ringe/ Scheiben | Rang          | Ringe/ Scheiben | Rang |
| --------------- | ---------- | --------------- | ------------- | --------------- | ------------- | --------------- | ---- |
| Männer          |            |                 |               |                 |               |                 |      |
| Eduardo Lorenzo | Trap       | 114             | 20            | ausgeschieden   | ausgeschieden | 114             | 20   |

### Schwimmen
| Athleten        | Wettbewerb     | Vorlauf | Vorlauf | Halbfinale    | Halbfinale    | Finale        | Finale        | Rang |
| Athleten        | Wettbewerb     | Zeit    | Rang    | Zeit          | Rang          | Zeit          | Rang          | Rang |
| --------------- | -------------- | ------- | ------- | ------------- | ------------- | ------------- | ------------- | ---- |
| Frauen          |                |         |         |               |               |               |               |      |
| Dorian McMenemy | 50 m Freistil  | 27,37 s | 55      | ausgeschieden | ausgeschieden | ausgeschieden | ausgeschieden | 55   |
| Männer          |                |         |         |               |               |               |               |      |
| Jhonny Peréz    | 100 m Freistil | 51,50 s | 52      | ausgeschieden | ausgeschieden | ausgeschieden | ausgeschieden | 52   |

### Taekwondo
| Athleten            | Wettbewerb        | Achtelfinale  | Achtelfinale | Viertelfinale | Viertelfinale | Hoffnungsrunde Halbfinale | Hoffnungsrunde Halbfinale | Halbfinale    | Halbfinale    | Hoffnungsrunde Finale | Hoffnungsrunde Finale | Finale        | Finale        | Rang          |
| Athleten            | Wettbewerb        | Gegner        | Ergebnis     | Gegner        | Ergebnis      | Gegner                    | Ergebnis                  | Gegner        | Ergebnis      | Gegner                | Ergebnis              | Gegner        | Ergebnis      | Rang          |
| ------------------- | ----------------- | ------------- | ------------ | ------------- | ------------- | ------------------------- | ------------------------- | ------------- | ------------- | --------------------- | --------------------- | ------------- | ------------- | ------------- |
| Frauen              |                   |               |              |               |               |                           |                           |               |               |                       |                       |               |               |               |
| Katherine Rodríguez | Klasse über 67 kg | Wiam Dislam   | 1:5          | ausgeschieden | ausgeschieden | ausgeschieden             | ausgeschieden             | ausgeschieden | ausgeschieden | ausgeschieden         | ausgeschieden         | ausgeschieden | ausgeschieden | ausgeschieden |
| Männer              |                   |               |              |               |               |                           |                           |               |               |                       |                       |               |               |               |
| Luisito Pié         | Klasse bis 58 kg  | Levent Tuncat | kampflos     | Rui Bragança  | 4:1           | –                         | –                         | Tawin Hanprab | 7:11          | –                     | –                     | Jesús Tortosa | 6:5           | Bronze        |
| Moisés Hernández    | Klasse bis 80 kg  | Tahir Güleç   | 2:4          | ausgeschieden | ausgeschieden | ausgeschieden             | ausgeschieden             | ausgeschieden | ausgeschieden | ausgeschieden         | ausgeschieden         | ausgeschieden | ausgeschieden | ausgeschieden |

### Tennis
| Athleten        | Wettbewerb | 1. Runde      | 1. Runde       | 2. Runde      | 2. Runde      | Achtelfinale  | Achtelfinale  | Viertelfinale | Viertelfinale | Halbfinale    | Halbfinale    | Finale        | Finale        |
| Athleten        | Wettbewerb | Gegner        | Ergebnis       | Gegner        | Ergebnis      | Gegner        | Ergebnis      | Gegner        | Ergebnis      | Gegner        | Ergebnis      | Gegner        | Ergebnis      |
| --------------- | ---------- | ------------- | -------------- | ------------- | ------------- | ------------- | ------------- | ------------- | ------------- | ------------- | ------------- | ------------- | ------------- |
| Männer          |            |               |                |               |               |               |               |               |               |               |               |               |               |
| Víctor Estrella | Einzel     | Fabio Fognini | 6:2, 6:74, 0:6 | ausgeschieden | ausgeschieden | ausgeschieden | ausgeschieden | ausgeschieden | ausgeschieden | ausgeschieden | ausgeschieden | ausgeschieden | ausgeschieden |